# Melittia inouei
Melittia inouei is een vlinder uit de familie wespvlinders (Sesiidae), onderfamilie Sesiinae.
Melittia inouei is voor het eerst wetenschappelijk beschreven door Arita & Yata in 1987. De soort komt voor in het Palearctisch gebied.